# 342 î.Hr.

## Nașteri
- dată necunoscută: Epicur  (d. 270 î.Hr.)